# عدنان زهيروفيتش
عدنان زهيروفيتش مواليد 23 مارس 1990 في بانيا لوكا، جمهورية يوغوسلافيا الاشتراكية الاتحادية، هو لاعب كرة قدم بوسني. يلعب كلاعب وسط. مثّل منتخب البوسنة والهرسك لكرة القدم.

## المسيرة الاحترافية

### أندية لعب لها
- دينامو مينسك
- نادي بوخوم
- نادي جيلييزنيتشار ساراييفو
- نادي رادنيتشكي سبليت

## روابط خارجية
- عدنان زهيروفيتش على موقع الاتحاد الأوربي (الإنجليزية)
- عدنان زهيروفيتش على موقع قاعدة بيانات كرة القدم.إي يو (الإنجليزية)
- عدنان زهيروفيتش على موقع ناشيونال فوتبول تيمز (الإنجليزية)
- عدنان زهيروفيتش على موقع Soccerway.com (الإنجليزية)
- عدنان زهيروفيتش على موقع عالم كرة القدم.نت (الإنجليزية)
- عدنان زهيروفيتش على موقع AS.com (الإسبانية)